# Medlov (Morávia do Sul)
Medlov é uma comuna checa localizada na região de Morávia do Sul, distrito de Brno-Venkov. A comuna cobre uma área de 10,19 km² e tem uma população de 674 habitantes, conforme dados de 2012.
Medlov é banhada pelo rio Jihlava e situa-se a aproximadamente 21 km ao sul de Brno e a 193 km a sudeste de Praga.